# Bell V-280 Valor
Bell V-280 Valor är ett tilltrotorflygplan som utvecklas av Bell och Lockheed Martin för USA:s armé "Future Vertical Lift" (FVL)-program.  Flygplanet visades officiellt vid America's (AAAA) Annual Professional Forum och Exposition 2013, Fort Worth, Texas. V-280 gjorde sin premiärflygning den 18 december 2017 i Amarillo, Texas. 

## Om flygplanet
- Besättning: 4
- Kapacitet: 14 soldater
- Längd: 15.4 m
- Bredd: 24.93 m
- Höjd: 7 m
- Tom startvikt: 15,000 kg
- Max startvikt: 26,000 kg
- Motor: 2 × General Electric T64 turboshaft
- Propellrar: 2 st, 11 m diameter

## Prestanda
- Hastighet: 519 km/h
- Räckvidd i strid: 926–1,482 km
- Max räckvidd: 3,889 km
- Max höjd: 1,800 m